# Armigeres setifer
Armigeres setifer är en tvåvingeart som beskrevs av Mercedes Delfinado 1966. Armigeres setifer ingår i släktet Armigeres och familjen stickmyggor.
Artens utbredningsområde är Filippinerna. Inga underarter finns listade i Catalogue of Life.